# مانواي (جزر كوك)
مانواي (بالإنجليزية: Manuae) هي جزيرة مرجانية غير مأهولة تقع ضمن جزر كوك، وتُعد جزءًا من المجموعة الجزرية الجنوبية. تبعد مانواي حوالي 100 كيلومتر جنوب غرب أيتوتاكي.

## الجغرافيا
تتكون مانواي من جزيرتين منفصلتين محاطتين بحاجز مرجاني مشترك، يشكل بحيرة داخلية مغلقة جزئيًا. الجزيرتان هما:
- مانواي في الشرق.

- تيوكوتو في الغرب.

تبلغ المساحة الإجمالية للجزيرة المرجانية حوالي 6.17 كيلومترًا مربعًا، وتمتد البحيرة الداخلية على مساحة تقدر بـ 13 كيلومترًا مربعًا. لا توجد ممرات صالحة للملاحة إلى داخل البحيرة.

## التاريخ
تم اكتشاف مانواي لأول مرة من قبل الأوروبيين في عام 1773 على يد المستكشف البريطاني جيمس كوك، الذي أطلق عليها اسم "جزيرة هيرفي" (Hervey Island). وقد تم استخدام هذا الاسم لاحقًا للإشارة إلى مجموعة من الجزر، والتي أصبحت تُعرف اليوم باسم جزر كوك.

## السكان
الجزيرة غير مأهولة حاليًا، ولكنها كانت مأهولة سابقًا بشكل متقطع. تم تشغيل محطة لصيد المحار فيها في الستينيات، ولكن النشاط الاقتصادي تلاشى لاحقًا بسبب صعوبة الوصول وانعدام المرافق الأساسية.

## البيئة
مانواي منطقة محمية بيئيًا وموقع مهم لتعشيش الطيور البحرية، وتُعد من المناطق الرطبة الهامة وفقًا لاتفاقية رامسار.

## الوصول
الوصول إلى مانواي صعب للغاية، حيث لا توجد موانئ أو مطارات على الجزيرة. ويعتمد الوصول إليها على القوارب الصغيرة في ظروف بحرية مناسبة، ما يجعل زيارتها نادرة.